# Slagelse
Slagelse  est une commune danoise de la région Sjælland issue de la réforme communale de 2007.

## Géographie
La population de la commune s'élève en 2007 à 37 037 habitants alors que sa superficie est de 192 km². C'est la commune natale du coureur cycliste Ole Ritter, ancien recordman de l'heure sur piste à Mexico.

## Histoire
On trouve sur le territoire de la commune le site de Trelleborg, une forteresse circulaire viking, et à Korsør une des trois bases navales de la marine danoise.
Slagelse est le résultat de la fusion de trois communes : Hashøj, Korsør et Skælskør.